# Fannia elongata
Fannia elongata är en tvåvingeart som beskrevs av Chillcott 1961. Fannia elongata ingår i släktet Fannia och familjen takdansflugor.
Artens utbredningsområde är Kalifornien. Inga underarter finns listade i Catalogue of Life.